# Fiat 28-40 HP
Fiat 28-40 HP, cunoscută și sub numele de Fiat Targa Florio Corsa, este o mașină de curse Grand Prix fabricată de Fiat între 1906 și 1907. În perioada 1907-1910, designul său a evoluat, devenind baza pentru vehicule de producție comercială, inclusiv autoturisme, camioane ușoare și autobuze.

## Context istoric
Fiat 28-40 HP a fost dezvoltată pe baza modelului Fiat 24-32 HP, proiectat și fabricat în 1903. Redesignul a inclus ușurarea șasiului pentru performanțe îmbunătățite, creșterea puterii motorului și implementarea unui sistem de frână răcită cu apă pentru a preveni supraîncălzirea.
Inițial creată ca mașină de curse, Fiat 28-40 HP a obținut numeroase victorii în competițiile din 1906 și 1907. Un total de cinci mașini au fost construite în acest scop. Ulterior, producătorul a adaptat modelul pentru utilizare comercială, dezvoltând sedanuri, coupé-uri, autobuze și camioane ușoare. Robustea șasiului, împreună cu utilizarea tehnologiilor existente, a determinat Fiat să îl selecteze ca bază pentru prima sa linie de camioane ușoare și autobuze comerciale. Versiunea de autobuz putea transporta 14 pasageri. În total, au fost fabricate 557 de unități în multiple configurații.

## Performanțe în curse

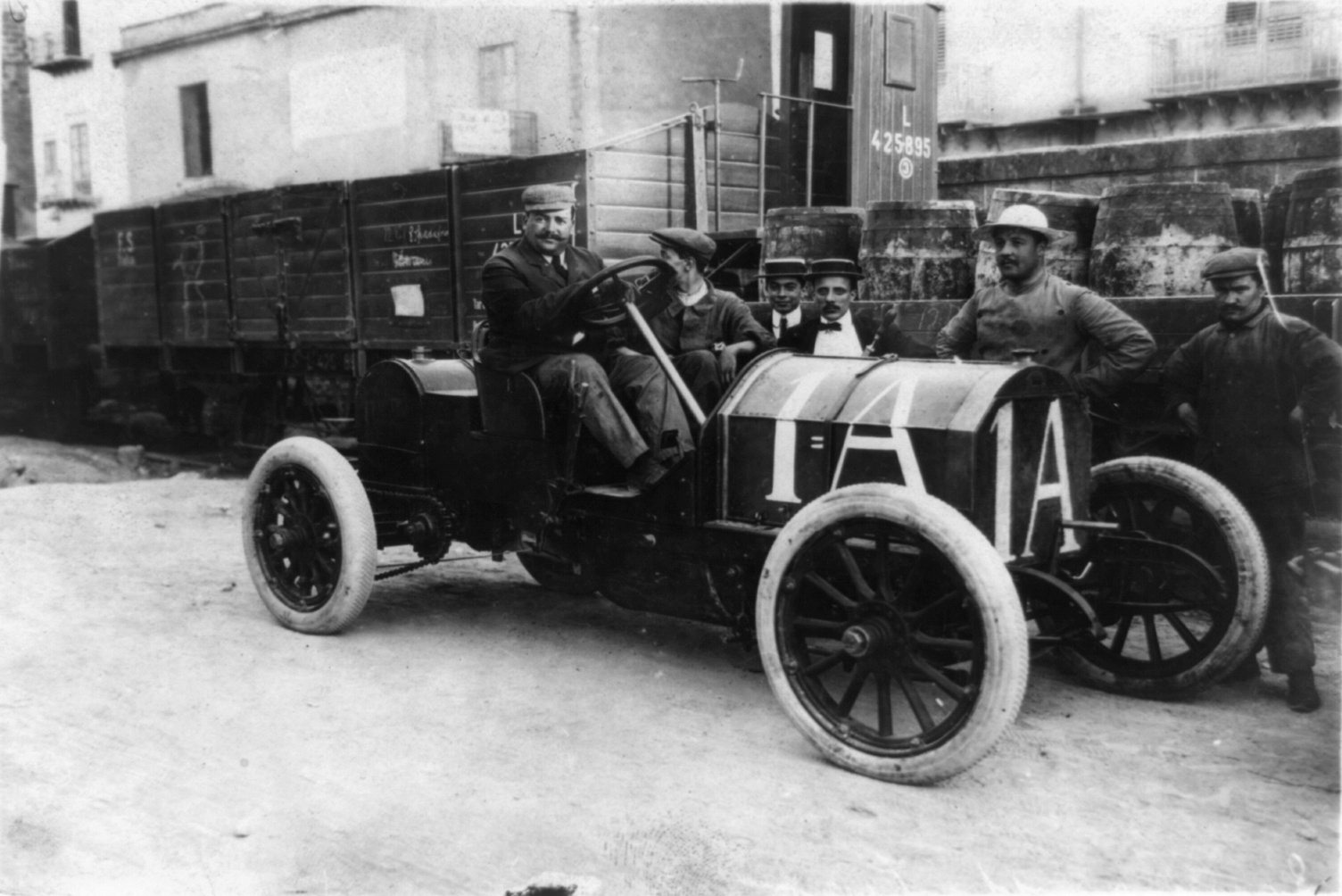
Vincenzo Lancia într-un Fiat Targa Florio din 1908

În 1906, Emile Mathis a câștigat Cupa de Aur în raliul Herkomer, în timp ce Vincenzo Lancia a câștigat Cupa de Aur la Milano.
În 1908, Emile Salmson a câștigat cursa de 322 de mile între Göteborg și Stockholm, desfășurată pe drumuri acoperite de zăpadă și gheață. Salmson a finalizat competiția în 23 de ore și 42 de minute, cu peste patru ore înaintea următorului clasat.
Inițial creată ca mașină de curse, Fiat 28-40 HP a obținut numeroase victorii în competițiile din 1906 și 1907. Ulterior, producătorul a adaptat modelul pentru utilizare comercială, dezvoltând sedanuri, coupé-uri, autobuze și camioane ușoare. Versiunea de autobuz putea transporta până la 14 pasageri, iar robustetea șasiului său a asigurat fiabilitatea în utilizări diverse. În total, au fost fabricate 557 de unități în multiple configurații.